# Rhyzodiastes frater
Rhyzodiastes frater es una especie de escarabajo terrestre, categorizada en la tribu Clinidiini, de la subfamilia Rhysodinae. Se atribuye su descripción al entomólogo de origen francés Antoine Henri Grouvelle, quien la citó por primera vez en 1903.

## Descripción
La especie mide 5,9-8,0 mm de longitud. Cuenta con un estilete antenal relativamente pequeño y de forma cónica, segmentos antenales externos cortos, gruesos y cilíndricos, además presenta mechones o pelaje en el cuerpo.  La cabeza de la especie es 1,5 más larga que ancha, lóbulo antenal liso y surcos frontales lisos.

## Distribución
Se distribuye por Asia, en la isla de Borneo, con registros tanto de Sarawak (Malasia) como de Kalimantan (Indonesia).